# Sophie (sanger)
 For alternative betydninger, se Sophie. (Se også artikler, som begynder med Sophie)
Sophie Xeon (født 17. september 1986 i Glasgow, død 30. januar 2021 i Athen, Grækenland), kendt som Sophie, var en skotsk singer-songwriter, musiker, musikproducer og dj. Sophie var kendt for sin futuristiske og ekstreme form for popmusik.
Sophie var oprindelig anonym, men trådte så frem på scenen som transkvinde med singlerne "Bipp" (2013) og "Lemonade" (2014). Debutalbummet Oil of Every Pearl's Un-Insides udkom i 2018 og blev nomineret til en Grammy for Bedste elektronisk/dancealbum.
Hun arbejdede som producer sammen med navne som Charli XCX, Madonna, Lady Gaga, MØ og Nicki Minaj.
Sophie døde i en faldulykke i Athen i Grækenland, hvor hun boede på det tidspunkt.

## Diskografi
- Product (2015)
- Oil of Every Pearl's Un-Insides (2018)[2]

## Priser og nomineringer
| År   | Pris                         | Kategori                      | Arbejde                                              | Resultat  |
| ---- | ---------------------------- | ----------------------------- | ---------------------------------------------------- | --------- |
| 2018 | AIM Independent Music Awards | UK Breakthrough of the Year   | Sophie                                               | Nomineret |
| 2018 | AIM Independent Music Awards | Innovator Award               | Sophie                                               | Vundet    |
| 2018 | AIM Independent Music Awards | Independent Album of the Year | Oil of Every Pearl's Un-Insides                      | Nomineret |
| 2019 | Grammy Award                 | Best Dance/Electronic Album   | Oil of Every Pearl's Un-Insides                      | Nomineret |
| 2019 | Libera Award                 | Best Dance/Electronic Album   | Oil of Every Pearl's Un-Insides                      | Nomineret |
| 2020 | AIM Independent Music Awards | Best Creative Packaging       | Oil of Every Pearl's Un-Insides Non-Stop Remix Album | Nomineret |